# Formosa (Guinée-Bissau)
Pour les articles homonymes, voir Formosa.

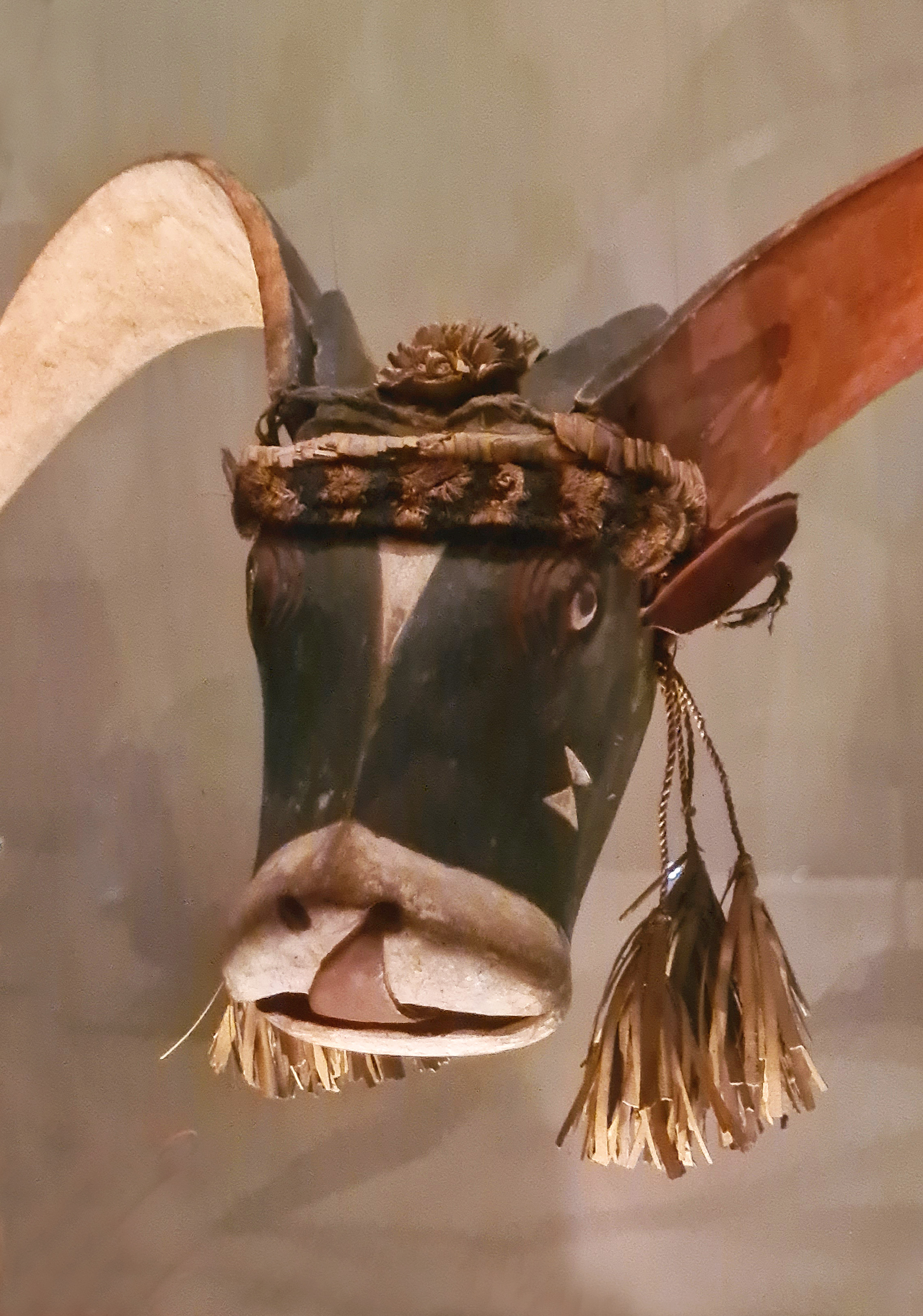
Masque en forme de buffle en provenance de Formosa.

Formosa est une île de l'archipel des Bijagos en Guinée-Bissau. D'une superficie de 140 km2, elle est située au large de la côté ouest supérieure de l'Afrique.